# Alpenus mhondana
Alpenus mhondana là một loài bướm đêm thuộc phân họ Arctiinae, họ Erebidae.